# Erik Duverger
Erik Duverger (Gent, 3 augustus 1932 – aldaar, 10 maart 2004) was een Belgisch kunsthistoricus. Hij was een specialist op het gebied van wandtapijten.

## Biografie
Erik Duverger was een zoon van kunsthistoricus Jozef Duverger. Hij studeerde kunstgeschiedenis en archeologie aan de Rijksuniversiteit Gent (1957). Vanaf 1958 was hij onderzoeker bij het Nationaal Fonds voor Wetenschappelijk Onderzoek (NFWO). Net zoals zijn vader specialiseerde hij zich in Vlaamse tapijtkunst. In 1960 ontving hij een prijs van de Koninklijke Academie voor Wetenschappen, Letteren en Schone Kunsten. Een jaar later promoveerde Duverger tot doctor met de thesis Kunsthandel en Kunstverzamelingen te Gent omstreeks de jaren 1600 tot 1850. Hij bleef ook in dienst van het NFWO, waar hij in 1973 een permanente positie kreeg. Vanaf 1964 droeg hij bij aan het Nationaal Biografisch Woordenboek, waarvan zijn vader voorzitter was en hijzelf in 1996 lid van het comité werd. Hij verwierf ook faam voor zijn twaalfdelige reeks Antwerpse kunstinventarissen uit de zeventiende eeuw. In 1992 werd hij corresponderend en in 1995 werkend lid van de Koninklijke Vlaams Academie voor Wetenschappen en Kunsten. Van 1992 tot 1998 was hij gastprofessor aan de Universiteit Gent. Hij schreef tal van artikels voor Artes Textiles en Allgemeines Künsterlexikon, werkte mee aan wandtapijttentoonstellingen en was co-auteur van diverse catalogi.
Hij was gehuwd met kunsthistorica Denise Van de Velde. Na zijn overlijden stichtte zijn vrouw een fonds binnen de Koninklijke Vlaamse Academie van België voor Wetenschappen en Kunsten ter financiering van een prijs, die om de twee jaar een belangrijk oorspronkelijk kunsthistorisch of historisch werk bekroont dat handelt over de Nederlanden tot het jaar 1900 en dat in grote mate steunt op archivalische bronnen.
- Bibsys: 99058395
- Bibliothèque nationale de France: cb12068616n (data)
- CiNii: DA09019915
- Digitale Bibliotheek voor de Nederlandse Letteren: duve035
- Gemeinsame Normdatei: 127247483
- International Standard Name Identifier: 0000 0003 8529 5751
- Library of Congress Control Number: n83227104
- Nationale Bibliotheek van Tsjechië: xx0280261
- Nationale Bibliotheek van Israël: 987007349109805171
- Nationale Bibliotheek van Polen: a0000003250525
- Nederlandse Thesaurus van Auteursnamen: 071354042
- Réseau des bibliothèques de Suisse occidentale: 02-A003201515
- RKD-Nederlands Instituut voor Kunstgeschiedenis: 424031
- Système universitaire de documentation: 028958306
- Virtual International Authority File: 36940945
- WorldCat: E39PBJtH7Q4dWJpKxrymTwXTpP